# Nandrolone
 (avril 2024).
Si vous disposez d'ouvrages ou d'articles de référence ou si vous connaissez des sites web de qualité traitant du thème abordé ici, merci de compléter l'article en donnant les références utiles à sa vérifiabilité et en les liant à la section « Notes et références ».
La nandrolone est un stéroïde anabolisant dérivé de l’hormone mâle ou testostérone.

## Action
Très anabolisante, la nandrolone est destinée à augmenter considérablement l’assimilation des protéines alimentaires (viandes, poissons, œufs), mais aussi des glucides et lipides. Elle augmente la faim de manière importante.  
Elle est parfois prescrite dans le traitement des grands brûlés, en cas de chirurgie lourde, pour les personnes en état de profonde dénutrition et comme traitement adjuvant de certaines ostéoporoses.
La nandrolone est très peu androgénique : les phénomènes de chute de cheveux, peau grasse, et agressivité sont moins présents qu'avec la testostérone. Cependant, la nandrolone peut rendre agressif, et ce malgrès son faible potentiel androgénique. Elle a un effet neurotoxique, (comme le trenbolone) et modifie beaucoup de choses dans le cerveau humain. Elle accentue l'individualisme, l'égocentrisme, la combativité et la ténacité. Mais elle détériore la sociabilité et la motivation à faire les choses (par augmentation de la prolactine et baisse de la dopamine /sérotonine) 
Sur le plan sportif, une cure prolongée de plusieurs semaines permet de gagner rapidement de la masse musculaire, et de brûler efficacement les graisses.                                                                

## Apport éventuel par l'alimentation
La nandrolone ou 19-nor-Testostérone est fabriquée en abondance par le testicule chez le verrat (porc mâle non castré). Ce composé est donc circulant dans cette espèce et on peut se demander si ce composé peut se retrouver éventuellement dans la viande de porc. De nombreuses études ont montré que de la nandrolone était effectivement trouvée mais seulement dans le foie, les reins (rognons) et les testicules. De plus il faut préciser qu'en France, le porc charcutier est un mâle castré ou une femelle.

## Dépistage
La nandrolone est un produit interdit par le code mondial antidopage. C'est un produit facilement détectable dans les urines (mais difficilement quantifiable). Il reste en outre visible durant les 6 à 8 mois suivant une cure sous forme injectable. Et même si cette période à risque est nettement raccourcie avec un traitement à base de comprimés ou de poudre, l'issue d'un contrôle reste trop aléatoire pour les personnes l'ayant utilisé.
Sa détection lors d'un contrôle antidopage entraîne des sanctions sportives allant de six mois à deux ans de suspension. Sa revente entraîne des sanctions pénales.